# Glubokoevatnet
Der Glubokoevatnet (norwegisch, russisch Озеро Глубокое Osero Glubokoje, deutsch ‚Tiefer See‘) ist ein See an der Prinzessin-Astrid-Küste des ostantarktischen Königin-Maud-Lands. In der Schirmacher-Oase liegt er im östlichen Teil des Russeskaget. 
Russische Wissenschaftler benannten ihn. Wissenschaftler des Norwegischen Polarinstituts übertrugen diese Benennung 1991 ins Norwegische.